# Néstor Kirchner
Néstor Carlos Kirchner (Río Gallegos (Santa Cruz), 25 februari 1950 – El Calafate (Santa Cruz) 27 oktober 2010) was een Argentijns politicus. Van 2003 tot 2007 was hij president van Argentinië. Daarvoor was hij gouverneur van de provincie Santa Cruz.
Kirchner trad al jong toe tot de Juventud Peronista (de peronistische jeugdbeweging). In 1976 studeerde hij af als advocaat aan de Nationale Universiteit van La Plata. Hij trad in het huwelijk met Cristina Fernández op 9 maart 1975. Zij hebben samen twee kinderen: Maximo (1977) en Florencia (1990).
In 1987 werd Kirchner verkozen tot intendente (burgemeester) van Río Gallegos, een ambt dat hij behield tot 1991. Daarna werd hij gouverneur en bracht welvaart en economische stabiliteit in de provincie. Hij werd herkozen en bleef tot 2003 gouverneur van deze provincie, waar hij zich vooral toelegde op de ontwikkeling van de ontginning van mineralen. Santa Cruz heeft olie en gas, en de grootste goud- en zilvermijn van Argentinië bevindt zich in de provincie.
In 1996 stichtte hij 'La Corriente Peronista', een intern orgaan bij de Peronisten met tot doel plaats te maken voor open debat en open politieke gedachtegangen. Zijn doel was ook om de Argentijnen te verenigen, ongeacht politieke voorkeuren.
In 2003 werd Kirchner de 54e president van Argentinië. In 2007 liep zijn ambtstermijn af; hij werd opgevolgd door zijn vrouw Cristina Kirchner.
Kirchner was tevens verwikkeld in verschillende corruptieschandalen. De vele beschuldigingen van witwaspraktijken en verdoezelingen zijn later erkend door het gerechtshof waarna straffen werden opgelegd aan Kirchner en zijn kringen.
Op 27 oktober 2010 overleed Néstor Kirchner aan een hartaanval. Hij was 60 jaar oud.
- Bibliothèque nationale de France: cb15125981z (data)
- CiNii: DA18421053
- Gemeinsame Normdatei: 129983721
- International Standard Name Identifier: 0000 0001 1072 8191
- Library of Congress Control Number: no2003082276
- Nationale Bibliotheek van Tsjechië: jo2016898154
- Nationale Bibliotheek van Israël: 987007586383305171
- Nationale Bibliotheek van Polen: a0000002876517
- Nederlandse Thesaurus van Auteursnamen: 303577959
- Système universitaire de documentation: 077221702
- Virtual International Authority File: 79548176
- WorldCat: E39PBJgxrjPBKvy7BC9TDjvWDq